# Xabier Benito Ziluaga
Xabier Benito Ziluaga, né le 23 mai 1988 à Getxo, est un  homme politique espagnol membre de Podemos. Il devient député européen en novembre 2015 en remplacement de Pablo Iglesias Turrión.